# Селенат аммония
Селенат аммония — неорганическое соединение, 
соль аммония и селеновой кислоты с формулой (NH4)2SeO4,
бесцветные кристаллы,
растворяется в воде.

## Получение
- Действие раствора аммиака на раствор селеновой кислоты:

{\displaystyle {\mathsf {2NH_{3}+H_{2}SeO_{4}\ {\xrightarrow {}}\ (NH_{4})_{2}SeO_{4}}}}

## Физические свойства
Селенат аммония образует бесцветные кристаллы,
растворяется в воде,
не растворяется в этаноле и ацетоне.